# Schweizerische Käseunion

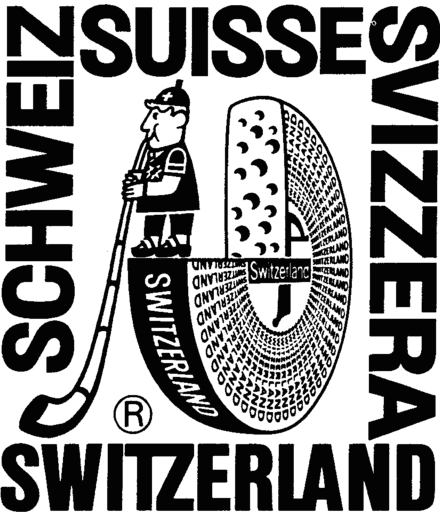
Logo der Schweizerischen Käseunion: Alphornbläser auf Emmentaler Käselaib

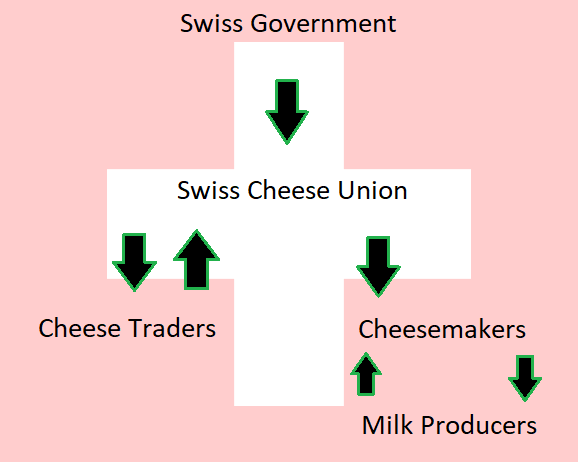
Geldfluss in der Schweizerischen Käseunion

Die Schweizerische Käseunion (SKU) war eine Schweizer Marketing- und Handelsorganisation für Käse. Sie wurde am 26. August 1914, kurz nach Ausbruch des Ersten Weltkriegs, unter der Oberaufsicht des Handels-, Industrie- und Landwirtschaftsdepartements (ab 1915 Volkswirtschaftsdepartement) als Genossenschaft schweizerischer Käseexportfirmen (GSK) gegründet und existierte bis 1999, ab 1921 als Schweizerische Käseunion. 
Ihre Aufgabe war die Förderung des Absatzes der drei Schweizer Hartkäsesorten Greyerzer, Emmentaler und Sbrinz. Zu diesem Zweck kaufte die Käseunion die gesamte Produktion auf und vertrieb diese zu vom Schweizer Bundesrat festgesetzten Preisen. Sie koordinierte auch national und international die gesamte Vermarktung für diese drei Sorten. Die Preisfixierung galt auch für Milch und Käse im Inland und war an die Bedingung geknüpft, dass die Käseunion die Bevölkerung mit ausreichend Käse versorge. Die Käseunion war damit faktisch ein Wirtschaftskartell. Zwischen den beiden Weltkriegen wurden Preisfixierung und Exportmonopol durch Abmachungen zwischen Bauern, Käsern und Exporteuren ersetzt.
1948 entstand aus der Genossenschaft eine Aktiengesellschaft. 1958 wurde der Migros-Genossenschafts-Bund (MGB) als Mitglied aufgenommen, der Verband Schweizerischer Konsumvereine (VSK) war bereits seit der Gründung der Käseunion dabei. Weitere Mitglieder waren der Verband schweizerischer Käseexporteure (VSKE), der Zentralverband schweizerischer Milchproduzenten (ZVSM) und der Schweizerische Milchkäuferverband (SMKV).
In den 1950er wurde der Werbespruch „Fondue isch guet und git e gueti Luune“ (Schweizerdeutsch für „Fondue ist gut und gibt eine gute Laune“) zur Steigerung des Käsekonsums lanciert; als der Satz gut bekannt war, kam in den 1980er das Akronym FIGUGEGL hinzu. 1992 lancierte die Schweizerische Käseunion eine Kampagne unter dem Motto «Wo liegt Sbrinz?». Es war ein Wettbewerb, bei dem nach dem «Heimatort des Sbrinz» gesucht werden sollte. Zu gewinnen hätte es «ein Jahr Ferien» geben sollen. Im Ursprungsgebiet des Käses gibt es jedoch keinen solchen Ort, somit konnte es keinen Gewinner geben. Von 1992 bis 1999 war das Unternehmen Hauptsponsor der Schweizer Skinationalmannschaft.
An der Generalversammlung vom 15. Januar 1999 wurde aufgrund des neuen Landwirtschaftsgesetzes die Auflösung der Gesellschaft beschlossen. Ihren Betrieb stellte die Käseunion Ende April 1999 ein.

## Leitung

### Präsidenten (1914–1999)
- Maurice Lustenberger (1914–1942)
- Arthur Homberger (1942–1945)
- Alfred Keller (1945–1948)
- Rudolf Probst (1948–1967)
- Max Brand (1967–1981)
- Omar Marbach (1981–1990)
- Niklaus Küchler (1990–1996)
- Erich Gugelmann (1996–1999)

### Technische Direktoren (1914–1970)
- Ernst Wyssmann (1914–1934)
- Walter Thomann (1934–1936)
- Oscar Langhart (1943–1970)

### Kaufmännische Direktoren (1914–1973)
- Hans Probst (1914–1920)
- Emil Bürki (1920–1929)
- Paul Gerber (1929–1948)
- Georg Lemann (1948–1958)
- Otto Scheidegger (1958–1973)

### Administrative Direktoren bzw. Direktoren (1968–1999)
- Peter Best (1968–1989)
- Roland Wehinger (1990–1995)
- Pierre Goetschi (1995–1999)

Quelle: Archiv für Agrargeschichte